# Rhigopsidius
Genre
Rhigopsidius est un genre d'insectes coléoptères de la famille des Curculionidae, originaires d'Amérique du Sud.

## Présentation
Ce genre comprend deux espèces, Rhigopsidius tucumanus et Rhigopsidius piercei. Toutefois, celles-ci sont considérées comme des synonymes par certains auteurs.
Ces insectes, connus en Argentine sous le nom de « gorgojo de los Andes » (charançon des Andes), sont des ravageurs de la pomme de terre. Comme c'est le cas pour les espèces du genre Premnotrypes, leurs larves creusent des galeries dans les tubercules de pomme de terre causant des dommages économiques importants dans les régions andines tant en culture qu'en phase d'entreposage.

## Répartition et habitat
L'aire de répartition des espèces de ce genre s'étend uniquement dans la cordillère des Andes depuis le nord-ouest de l'Argentine et la Bolivie jusqu'au sud du Pérou. On les rencontre à des altitudes comprises entre 2 800 et 4 100 mètres dans des régions où la pomme de terre qui est en pratique l'une des rares plantes cultivées est leur hôte principal avec les espèces de Solanum apparentées.

## Liste des espèces
Selon GBIF (4 novembre 2024) :
- Rhigopsidius piercei Heller, 1936
- Rhigopsidius tucumanus K.M.Heller, 1906

## Systématique
Le nom valide complet (avec auteur) de ce taxon est Rhigopsidius Heller, 1906.
Rhigopsidius a pour synonyme :
- Rhygopsidius Louw, 1998